# Willy Kambwala
Willy Kambwala Ndengushi (Kinshasa, 2004. augusztus 25. –) kongói születésű francia labdarúgó, a La Ligában szereplő Villarreal hátvédje.

## Pályafutása

### Klubcsapatokban

#### Fiatalkora
Kambwala Kinshasa városában született, a Kongói Demokratikus Köztársaságban, mielőtt öt éves korában családjával Franciaországba költözött. Les Ulis-ben nőtt fel és az Elan Chevilly Larue, illetve a Les Ulis csapatainál kezdett el futballozni. 2018-ban csatlakozott a Sochaux-Montbéliard akadémiájához.

#### Manchester United
A Manchester United 2020 októberében szerződtette le Kambwalát, az átigazolási időszak utolsó napján. Mindössze hetekkel később sérülést szenvedett és 2021 szeptemberéig nem játszhatott. Tizenegy hónapos kihagyása után a Birmingham City U18-as csapata ellen tért vissza, a United 8–2-re nyert. Októberben írta alá első profi szerződését az angol csapatnál. 19 évesen mutatkozott be a felnőtt csapatban, a West Ham United ellen, 2023 decemberében.

#### Villarreal
2024. július 15-én a Villarreal bejelentette a játékos leszerződtetését.

### A válogatottban
Kambwala az U16-os francia válogatott csapatkapitánya volt. A kongói válogatottat is képviselheti.

## Statisztika
2024. május 12-i adatok alapján.
| Csapat                | Szezon           | Bajnokság        | Bajnokság | Bajnokság | Kupa | Kupa  | Ligakupa | Ligakupa | Nemzetközi | Nemzetközi | Egyéb | Egyéb | Összesen | Összesen |
| Csapat                | Szezon           | Osztály          | P.        | Gólok     | P.   | Gólok | P.       | Gólok    | P.         | Gólok      | P.    | Gólok | P.       | Gólok    |
| --------------------- | ---------------- | ---------------- | --------- | --------- | ---- | ----- | -------- | -------- | ---------- | ---------- | ----- | ----- | -------- | -------- |
| Manchester United U21 | 2022–2023        | —                | —         | —         | —    | —     | —        | —        | —          | —          | 0     | 0     | 0        | 0        |
| Manchester United U21 | 2023–2024        | —                | —         | —         | —    | —     | —        | —        | —          | —          | 3     | 0     | 3        | 0        |
| Manchester United U21 | Összesen         | Összesen         | —         | —         | —    | —     | —        | —        | —          | —          | 3     | 0     | 3        | 0        |
| Manchester United     | 2023–2024        | Premier League   | 8         | 0         | 2    | 0     | 0        | 0        | 0          | 0          | —     | —     | 10       | 0        |
| Manchester United     | 2024–2025        | Premier League   | 0         | 0         | 0    | 0     | 0        | 0        | 0          | 0          | 0     | 0     | 0        | 0        |
| Karrier összesen      | Karrier összesen | Karrier összesen | 8         | 0         | 2    | 0     | 0        | 0        | 0          | 0          | 3     | 0     | 13       | 0        |

1. ↑  Pályára lépések az EFL Trophyban

## Sikerek, díjak
Manchester United
- Angol kupagyőztes: 2023–2024